# Dorrington
Dorrington és una concentració de població designada pel cens dels Estats Units a l'estat de Califòrnia. Segons el cens del 2000 tenia 727 habitants.

## Demografia
Segons el cens del 2000, Dorrington tenia 727 habitants, 336 habitatges, i 235 famílies. La densitat de població era de 76,3 habitants/km².
Dels 336 habitatges en un 16,7% hi vivien nens de menys de 18 anys, en un 64,9% hi vivien parelles casades, en un 3% dones solteres, i en un 29,8% no eren unitats familiars. En el 25,3% dels habitatges hi vivien persones soles el 6,3% de les quals corresponia a persones de 65 anys o més que vivien soles. El nombre mitjà de persones vivint en cada habitatge era de 2,16 i el nombre mitjà de persones que vivien en cada família era de 2,56.
Per edats la població es repartia de la següent manera: un 16,2% tenia menys de 18 anys, un 3,3% entre 18 i 24, un 19% entre 25 i 44, un 45,4% de 45 a 60 i un 16,1% 65 anys o més.
L'edat mediana era de 50 anys. Per cada 100 dones de 18 o més anys hi havia 105,7 homes.
La renda mediana per habitatge era de 85.000 $ i la renda mediana per família de 89.423 $. Els homes tenien una renda mediana de 68.750 $ mentre que les dones 48.750 $. La renda per capita de la població era de 53.832 $. Cap de les famílies estaven per davall del llindar de pobresa.

## Poblacions més properes
El següent diagrama mostra les poblacions més properes.